# Sint-Lambertuskerk (Herstal)

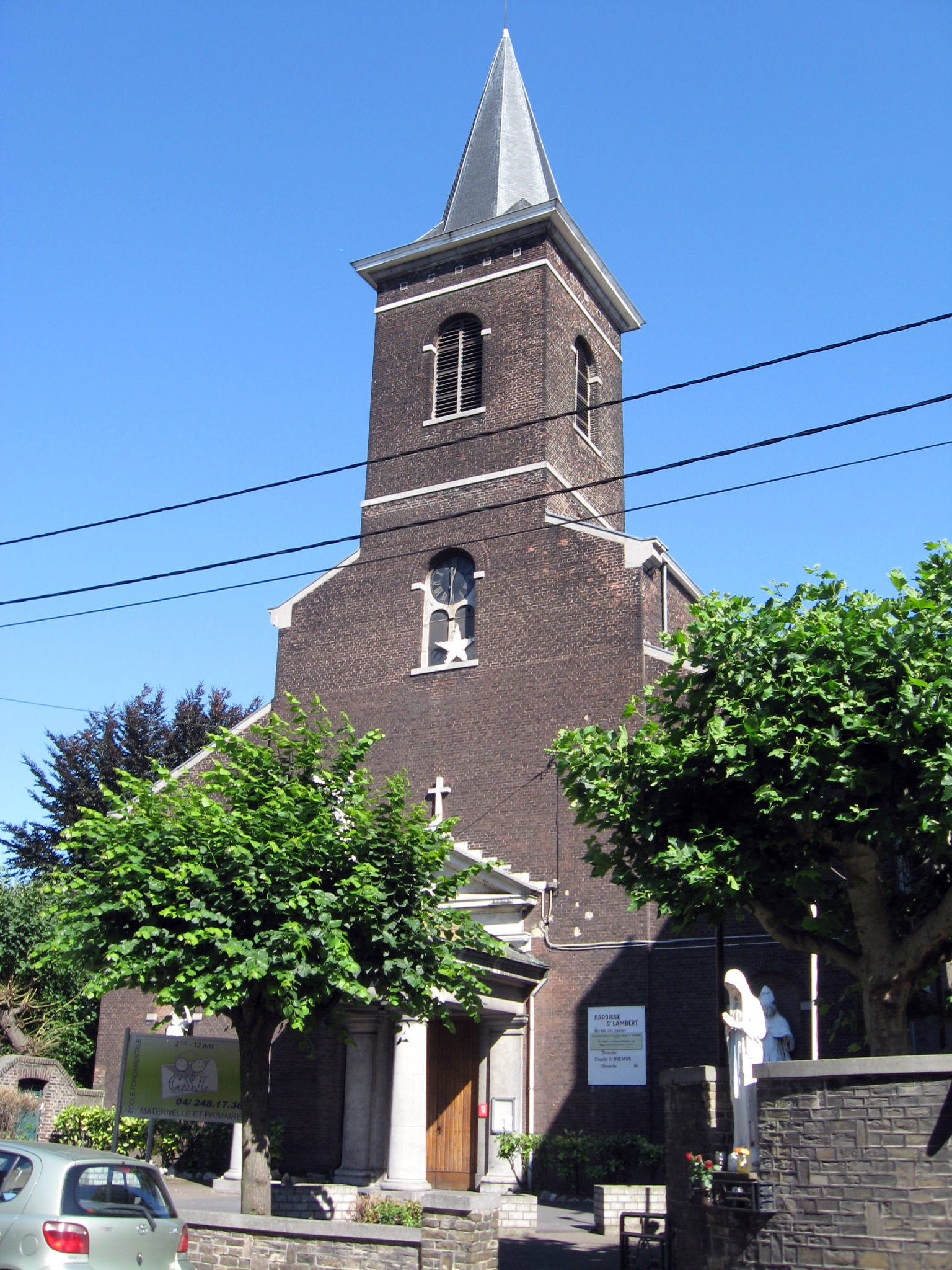
Sint-Lambertuskerk

De Sint-Lambertuskerk (Église Saint-Lambert) is een kerkgebouw te Herstal.
Deze basilicale bakstenen kerk werd gebouwd in 1839. De kerk heeft een vierkante geveltoren, gedekt door een achtkante naaldspits. Kenmerkend is de halfronde koorafsluiting en het portaal, dat door zuilen wordt geschraagd.
De bouwstijl van dit soort kerken is typerend voor de tijd waarin de bevolking van de streek zich sterk uitbreidde ten gevolge van de toenemende industrialisatie.
De kerk heeft meubilair in barokstijl.